# Vorführdienst

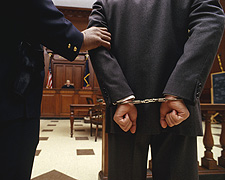
Angeklagter bei der Vorführung vor Gericht

Der Sitzungs- und Vorführdienst ist eine landesrechtlich geregelte Aufgabe der Justizwachtmeistereien und umfasst insbesondere die Verbringung eines Gefangenen vor ein Gericht, meist das zuständige Strafgericht, zum Zweck der persönlichen Anwesenheit bei einer Gerichtsverhandlung durch Justizwachtmeister, Justizvollzugs- oder auch Polizeivollzugsbeamte.
Der Vorführdienst ist sowohl bei der Polizei als auch – vor allem – bei der Justiz üblich. Wer die Vorführung vornimmt, richtet sich danach, in wessen Gewahrsam sich der Vorzuführende befindet.
Unter Umständen ist für die Vorführung ein Gefangenentransport per Gefangenenkraftwagen (GefKw) notwendig. Zum Teil werden auch Gefangene aus den Haftzellen der Polizei zum Gericht verbracht. Für die Vorführung wird die Vorführzange, eine einfache Handschelle, verwendet. Bei der Hauptverhandlung ist der Gefangene nach der StPO grundsätzlich ungefesselt zu lassen.
Beim Vorführdienst, der bei der Justiz originär durch die Wachtmeisterei durchgeführt wird, werden die Gefangenen von einer Haftzelle aus in den Sitzungssaal geführt. Dem Vorführdienst schließt sich in der Regel der Sitzungsdienst an. Dies gilt nicht, wenn eine sogenannte symbolische Vorführung stattfindet. Hierbei wird dem Ermittlungsrichter von der Polizei oder der Staatsanwaltschaft lediglich die polizeiliche Ermittlungsakte vorgelegt, die als Grundlage für die Entscheidung über die Fortdauer der Untersuchungshaft oder die Beendigung des Freiheitsentzuges zumeist auf Grundlage einer Festnahme dient.